# Atrichopogon diluta
Atrichopogon diluta är en tvåvingeart som beskrevs av Oskar Augustus Johannsen 1931. Atrichopogon diluta ingår i släktet Atrichopogon och familjen svidknott. Inga underarter finns listade i Catalogue of Life.